# Comuna de Inowrocław
Inowrocław (polaco: Gmina Inowrocław) é uma gminy (comuna) na Polónia, na voivodia de Cujávia-Pomerânia e no condado de Inowrocławski. A sede do condado é a cidade de Inowrocław.
De acordo com os censos de 2007, a comuna tem 11 257 habitantes, com uma densidade 65,8 hab/km².

## Área
Estende-se por uma área de 171,05 km², incluindo:
- área agricola: 85%
- área florestal: 2%

## Demografia
Dados de 30 de Junho 2004:
|                      | Total   | Total | Mulheres | Mulheres | Homens  | Homens |
| -------------------- | ------- | ----- | -------- | -------- | ------- | ------ |
|                      | pessoas | %     | pessoas  | %        | pessoas | %      |
| População            | 11 097  | 100   | 5587     | 50,3     | 5510    | 49,7   |
| Densidade (pop./km²) | 64,9    | 100   | 32,7     | 32,7     | 32,2    | 32,2   |

De acordo com dados de 2005, o rendimento médio per capita ascendia a 1991,91 zł.

## Subdivisões
- Batkowo, Cieślin, Czyste, Gnojno, Góra Kujawska, Jacewo, Jaksice, Komaszyce, Krusza Duchowna-Krusza Zamkowa, Latkowo, Łąkocin, Łojewo, Marcinkowo, Miechowice, Olszewice, Orłowo, Piotrkowice, Pławin, Radłówek, Sikorowo, Sławęcinek, Słońsko, Trzaski, Tupadły, Żalinowo, Kłopot.

## Comunas vizinhas
- Dąbrowa Biskupia, Gniewkowo, Inowrocław, Janikowo, Kruszwica, Pakość, Rojewo, Strzelno, Złotniki Kujawskie